# 尖尾芋
尖尾芋又稱尖尾姑婆芋，是天南星科海芋属的植物。分布在缅甸、泰国、孟加拉、斯里兰卡以及中国大陆的浙江、广东、四川、云南、福建、广西、贵州等地，生长于海拔200米至2,000米的地区，常生于溪谷湿地或田边，目前尚未由人工引种栽培。

## 别名
大麻芋、大附子（云南通海） 猪不拱（云南元江） 老虎掌芋（云南峨山） 老虎芋（云南昭通、贵州盘县） 独足莲、观音莲（四川） 卜芥、假海芋、老虎耳（广西） 化骨丹（广西阳朔） 蛇芋（广西都安） 大虫芋（广西富钟） 虎耳芋（广西龙津） 狗神芋（福建永泰） 姑婆芋（福建） 猪管豆（四川合江）